# Pawło Matwijczenko
Pawło Wasylowycz Matwijczenko, ukr. Павло Васильович Матвійченко, ros. Павел Васильевич Матвейченко, Pawieł Wasiljewicz Matwiejczienko (ur. 12 lipca 1969 w Kijowie) – ukraiński piłkarz, grający na pozycji napastnika, trener piłkarski.

## Kariera piłkarska
W 1990 rozpoczął karierę piłkarską w klubie Naftowyk Ochtyrka. Na początku 1992 występował w drużynie Jawir Krasnopole, ale w maju 1992 powrócił do Naftowyka Ochtyrka. Latem 1993 wyjechał do Bułgarii, gdzie bronił barw klubów Etyr Wielkie Tyrnowo i Korabostroitel Ruse. Latem 1994 został piłkarzem Worskły Połtawa, a po roku został zaproszony do wojskowego klubu CSKA Kijów. W końcu września 1995 został wypożyczony do farm-klubu Weres Równe. Na początku 1996 przeszedł do Nywy Winnica. Potem występował w zespole amatorskim Zirka Smiła. Podczas przerwy zimowej sezonu 1997/98 zasilił skład Kreminia Krzemieńczuk. W 1999 powrócił do Kijowa, gdzie dołączył do klubu Obołoń-PWO Kijów. W 2000 występował w zespole amatorskim HPZ Warwa, w którym zakończył karierę piłkarza.

## Kariera trenerska
Po zakończeniu kariery piłkarskiej rozpoczął pracę szkoleniowca. W sezonie 2004/2005 prowadził drugoligowy klub Systema-Boreks Borodzianka. W 2009 pracował jako asystent w klubie Kubań Krasnodar, również prowadził drużynę rezerw. W czerwcu 2015 został mianowany na stanowisko głównego trenera Enerhii Nowa Kachowka. 27 sierpnia 2015 został zwolniony z zajmowanego stanowiska.